# Francis Pelichek
Francis Pelichek (Praga, 1896 – Porto Alegre, 1 de agosto de 1937), também chamado Franz Pelichek, nascido František Pelíšek, foi um pintor, desenhista e professor tcheco naturalizado brasileiro.

## Biografia
Nascido em Praga em 1896, então parte do Império Austro-Húngaro, Pelichek imigrou para o Brasil por volta de 1920, com cerca de vinte e quatro anos, instalando-se em Porto Alegre. Na época a Primeira República da Checoslováquia havia sido proclamada há pouco tempo. 
Estudou pintura com Francis Kysela (1881-1941) e Emilio Dité. Lecionou no Instituto de Belas Artes da UFRGS de 1922 até sua morte. Trabalhando como ilustrador na Revista do Globo, produziu capas e imagens para textos literários, juntamente com João Fahrion e Sotero Cosme. Fez, em 1928, uma exposição individual na Casa Jamardo e participou de mostras coletivas como a do Salão de Outono, em 1925, do Salão da Escola de Artes, em 1929, e da Exposição do Centenário da Farroupilha, em 1935, criando cartões-postais para este evento e para a I Exposição Agrícola, Pastoril e Industrial, em 1931.

### Obra
É autor de obra sólida e interessante mas pouco conhecida, tendo deixado uma produção relativamente reduzida. Suas obras são encontradas nos acervos do Centro Cultural APLUB, da Pinacoteca Aldo Locatelli, da Pinacoteca Barão de Santo Ângelo, do MARGS e do MASP, assim como em coleções particulares.
As obras de maior valor artístico de Pelichek, que também pintava retratos, são as paisagens do Rio Grande do Sul, das quais se destacam: Parando Rodeio, Marcação, Rebanho de Ovelhas, Visita no Pouso, Ronda de Galpão, Apartando e Uma Toada Nova na Coxilha.

### Vida pessoal
Pelichek era amigo pessoal do poeta Mario Quintana (1906-1994), tendo sido mencionado em um de seus sonetos.. Integrava um grande grupo de boêmios, poetas e artistas, na capital gaúcha dos anos 1920 e 1930.